# Kallima obiana
Kallima obiana är en fjärilsart som beskrevs av Hans Fruhstorfer 1904. Kallima obiana ingår i släktet Kallima och familjen praktfjärilar. Inga underarter finns listade i Catalogue of Life.